# Gouvernement Charles de Freycinet (2)
Troisième République
Gouvernement Léon Gambetta Gouvernement Charles Duclerc
Le deuxième gouvernement Charles de Freycinet est le gouvernement de la Troisième République en France du 30 janvier 1882 au 29 juillet 1882.
Charles de Freycinet avait refusé de faire partie du Gouvernement Léon Gambetta, se réservant en coulisse de se tenir prêt pour un gouvernement de remplacement, ce qui contribua à la dislocation de ce dernier.

## Composition

### Président du Conseil
| Fonction | Fonction             | Image | Nom                  | Parti politique     |
| -------- | -------------------- | ----- | -------------------- | ------------------- |
|          | Président du Conseil |       | Charles de Freycinet | Gauche républicaine |

### Ministres
| Fonction | Fonction                                               | Image | Nom                   | Parti politique     |
| -------- | ------------------------------------------------------ | ----- | --------------------- | ------------------- |
|          | Ministre des Affaires étrangères                       |       | Charles de Freycinet  | Gauche républicaine |
|          | Garde des Sceaux, ministre de la Justice et des Cultes |       | Gustave Humbert       |                     |
|          | Ministre de l'Intérieur                                |       | René Goblet           | Union républicaine  |
|          | Ministre de la Guerre                                  |       | Jean-Baptiste Billot  | Gauche républicaine |
|          | Ministre de la Marine et des Colonies                  |       | Bernard Jauréguiberry |                     |
|          | Ministre des Finances                                  |       | Léon Say              | Centre gauche       |
|          | Ministre de l'Instruction publique et Beaux-Arts       |       | Jules Ferry           | Gauche républicaine |
|          | Ministre de l'Agriculture                              |       | François de Mahy      | Gauche républicaine |
|          | Ministre des Postes et Télégraphes                     |       | Adolphe Cochery       | Gauche républicaine |
|          | Ministre du Commerce                                   |       | Pierre Tirard         | Union républicaine  |
|          | Ministre des Travaux publics                           |       | Henri Varroy          | Gauche républicaine |

### Sous-secrétaires d'État
| Fonction | Fonction                                                                                       | Image | Nom               | Parti politique     |
| -------- | ---------------------------------------------------------------------------------------------- | ----- | ----------------- | ------------------- |
|          | Sous-secrétaire d'État à la Justice et aux Cultes                                              |       | François Varambon | Union républicaine  |
|          | Sous-secrétaire d'État à l'Intérieur                                                           |       | Jules Develle     | Union républicaine  |
|          | Sous-secrétaire d'État aux Colonies                                                            |       | Albert Berlet     | Union républicaine  |
|          | Sous-secrétaire d'État à l'Instruction publique et aux Beaux-Arts (à partir du 2 février 1882) |       | Jules Duvaux      | Union républicaine  |
|          | Sous-secrétaire d'État aux Travaux publics                                                     |       | Armand Rousseau   | Gauche républicaine |

## Bilan
Gouvernement de gauche républicaine, sans la participation de l'Union républicaine de Gambetta, il ne dispose d'aucune majorité à la chambre des députés. Les seules mesures efficaces sont à mettre à l'actif de Jules Ferry qui peut faire passer les lois sur l'obligation et la laïcité de l'enseignement primaire.
Sur le plan extérieur, confronté à l'agitation en Égypte alors sous condominium économique anglo-français, Freycinet, alors Président du Conseil, refuse de participer le 11 juillet au bombardement d'Alexandrie en représailles du massacre d'une cinquantaine de chrétiens. Cependant une opération militaire commune est envisagée, mais le gouvernement est renversé par une énorme majorité sur un ordre du jour d'ouverture de crédits militaires. C'est un tournant politique, la France se retrouvera exclue de tout pouvoir politique en Égypte laissant le champ libre aux britanniques.

## Fin du gouvernement et passation des pouvoirs
Le 29 juillet 1882, Charles de Freycinet remet la démission du Gouvernement au président de la République, Jules Grévy après que la chambre lui ait refusé la confiance sur une intervention très critique de Georges Clemenceau et Léon Gambetta. La Chambre vote contre le gouvernement 417 contre 75.
Le 7 août 1882, Jules Grévy nomme Charles Duclerc à la présidence du Conseil des ministres.